# ماركو أليساندريني
ماركو أليساندريني هو محامي وسياسي إيطالي، ولد في 25 ديسمبر 1970 في بسكارا في إيطاليا. نشط حزبياً في الحزب الديمقراطي. وقد انتخب mayor of Pescara ‏.